# 拉罗什波
拉罗什波（法語：La Rochepot，發音：[la ʁɔʃpo]），法国东部市镇，位于勃艮第-弗朗什-孔泰大区科多尔省，隶属于博讷区，其市镇面积为13.91平方公里，2022年1月1日时人口数量为281人，在法国市镇中排名第22,634位。
拉罗什波位于科多尔省南部偏东，科多尔高原南部腹地，其南侧与索恩-卢瓦尔省接壤，因同名城堡而闻名，多条公路在此交汇。

## 地名来源
“La Rochepot”一名的来源及含义均尚有待考证，“Pot”可能与勃艮第骑士雷尼耶·波有关。
在法国大革命期间，“La Rochepot”曾更名为“Roche-Fidèle”；此外在19世纪初，当地亦曾使用“Larochepot”及“La Roche-Pot”作为官方名称拼写。

## 历史
拉罗什波的早期历史尚不清楚。根据博讷旅游局网站的论述，拉罗什波的聚落形成与拉罗什波城堡有着密切关联，后者最初于11世纪被记载，后于15世纪初被勃艮第骑士雷尼耶·波购得，城堡附近逐渐形成聚落。法国大革命后，拉罗什波成为科多尔省的一个市镇，其城堡被荒废。工业革命期间，多条途经拉罗什波的公路建成通车。1893年，拉罗什波城堡被塞西尔·卡诺购得，此后该城堡成为卡诺家族的财产，2015年该城堡被卖给了一个乌克兰家族。因财政等原因，拉罗什波城堡自2018年起处于废弃状态。

## 地理

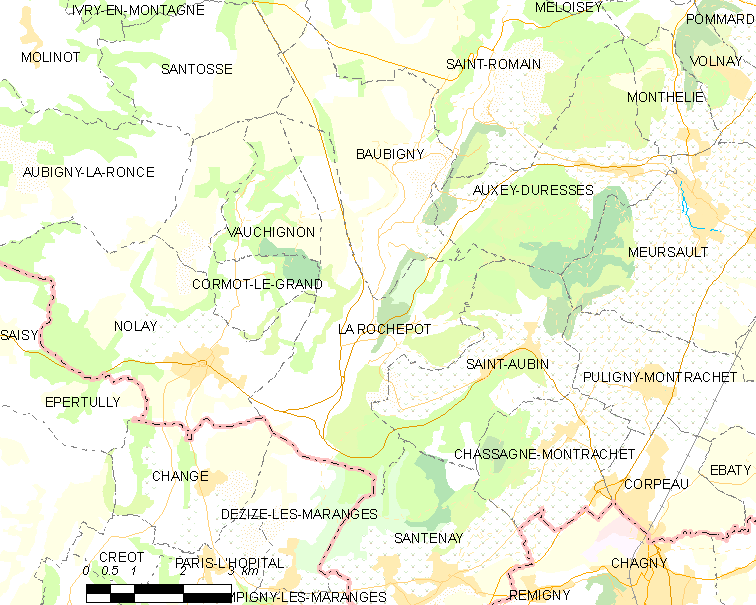
拉罗什波市镇范围地图

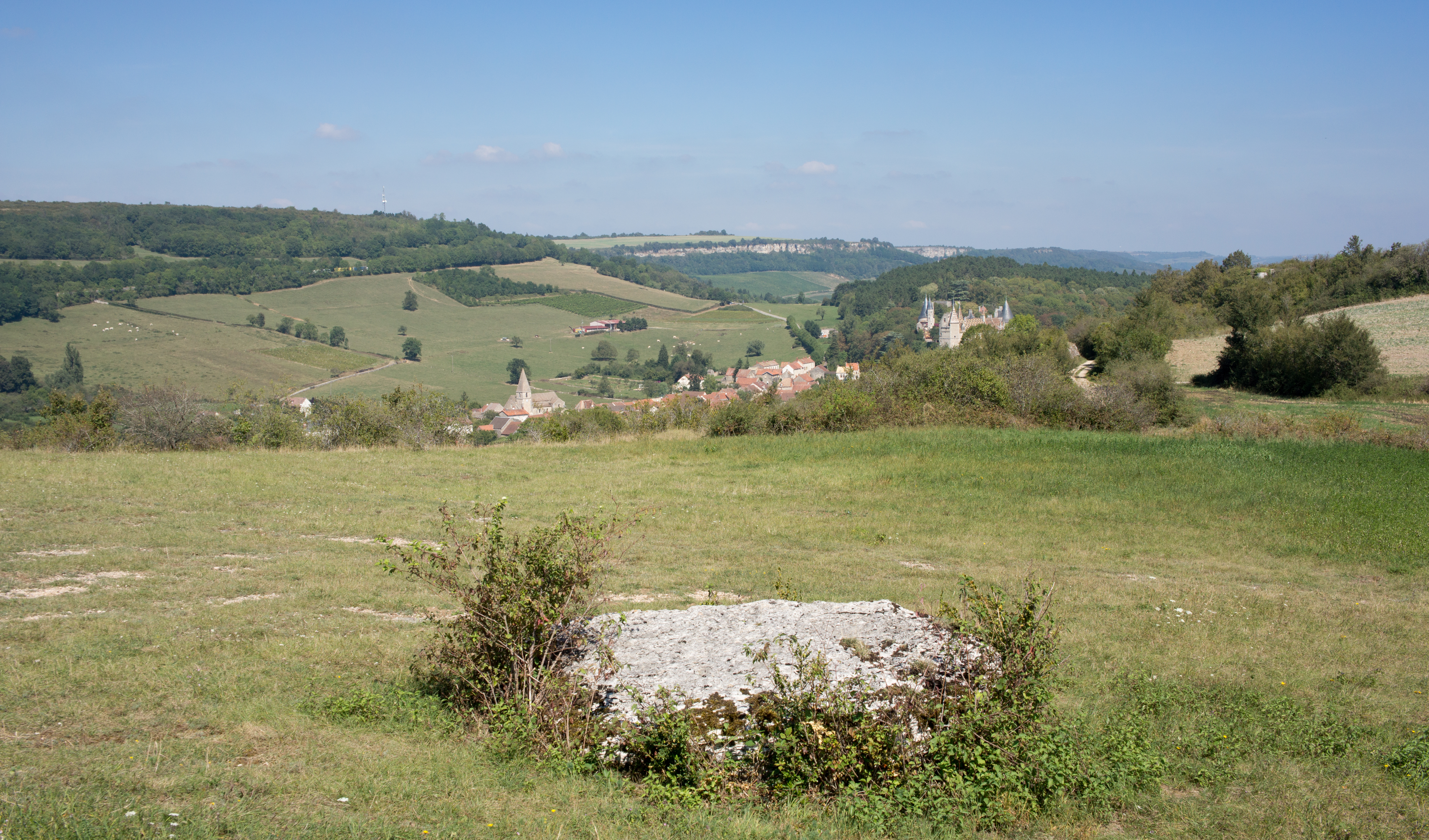
拉罗什波附近的自然景观

拉罗什波位于法国东部，勃艮第-弗朗什-孔泰大区中部和科多尔省南部，距离省会第戎大约63公里。与拉罗什波接壤的市镇包括：欧塞迪雷斯、尚日、科尔莫-沃希尼翁、德济兹莱马朗日、诺莱、桑特奈、桑托斯和圣欧班。

### 地形
拉罗什波位于科多尔高原东南部，境内以丘陵为主，市镇中心位于一处坡地地带，四周地势起伏明显，整体自南向北略有抬升，全境海拔在324到561米之间。

### 水文
拉罗什波位于罗讷河流域范围内，克卢溪（ruisseau de Cloux）发源于拉罗什波市镇范围内并向北流出市境。

### 植被
拉罗什波属于温带阔叶混交林区，林地多分布于坡地地带，市镇范围东南部为拉芒什树林（Bois de la Manche），西部为拉加雷讷树林（Bois de la Garenne），此外当地部分较为平缓的地带被开辟为葡萄酒种植园。
在鲜花城市的评比中，拉罗什波暂未被评级。

### 气候
拉罗什波在柯本气候分类法中属于带有一定大陆性气候特征的温带海洋性气候（Cfb）。

## 行政区划
拉罗什波的市镇编号为21527，邮政编号为21340。
在行政管理方面，拉罗什波隶属于法国勃艮第-弗朗什-孔泰大区科多尔省博讷区；在地方选举方面，拉罗什波隶属于阿尔奈勒迪克县，其市镇范围全境被划入科多尔省第五选区；在社会管理方面，拉罗什波是博讷城市圈公共社区的组成部分。
截至2024年11月，拉罗什波市镇范围内暂无任何城市敏感街区及城市政策优先街区。
法国国家统计与经济研究所（简称“INSEE”）在进行数据统计时，未将拉罗什波划入任何城市核心区（Unité urbaine）及城市区（Aire urbaine）。自2020年起，拉罗什波被划入包含64个市镇的博讷城市辐射区。此外，INSEE还将拉罗什波市镇整体看作一个“块区”（IRIS），以便于统计人口分布情况。

## 交通

### 公路
科多尔省省道D33线、D111d线、D906线和D973线在拉罗什波境内交汇。
2021年，67.2%的拉罗什波家庭拥有至少一辆私人汽车。2022年，拉罗什波境内共发生各类交通事故1起，造成1人重伤。
| 24.1 | 19 |

| 25 | 28 |

| 第戎 | 63 |

| 博讷 | 19 |

| 索恩河畔沙隆 | 31 |

| 沙尼 | 13 |

| 阿尔奈勒迪克 | 27 |

| 诺莱 | 5 |

### 铁路
距离拉罗什波最近的运营中的客运铁路车站为14公里外的沙尼站，该站停靠往返于第戎和里昂以及往返于索恩河畔沙隆和蒙沙南之间的区域列车，部分班次可直通巴黎。

### 航空
拉罗什波距离多勒机场的公路里程大约72公里。

### 城市公共交通
拉罗什波是博讷城市公共交通（商业名称为“Côte&Bus”）的服务覆盖范围。截至2024年11月，该系统共包括4条市区公交线路和5条郊区线路，其中公交20路经过了拉罗什波市区。

## 政治

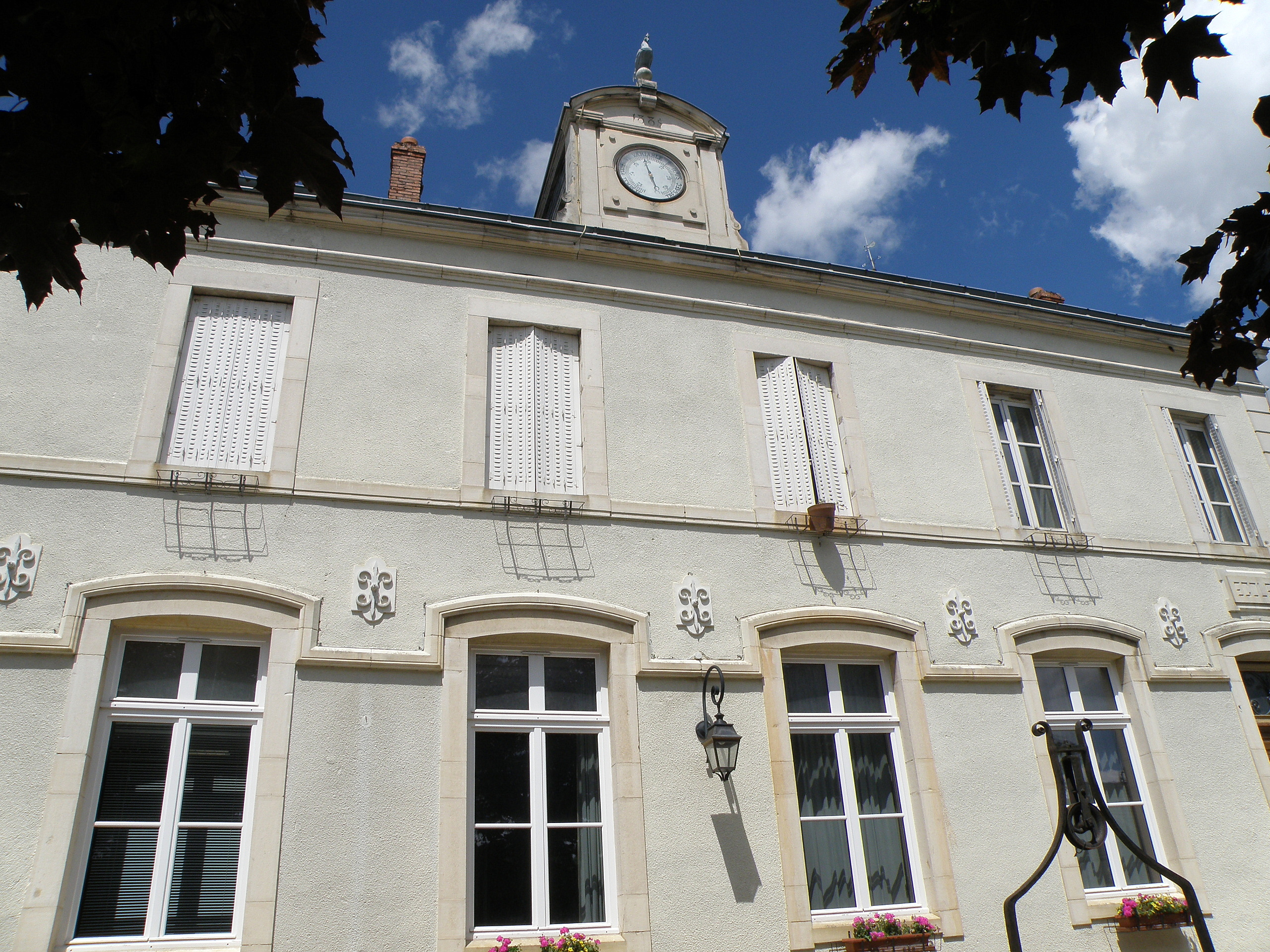
拉罗什波市政厅

拉罗什波的现任市长为韦罗妮克·里歇尔女士（Véronique RICHER），她的党籍不详，在2020年的市政选举中获得了100%的支持率（无其他候选人）。
在2022年的法国总统大选的第二轮选举中，法国第25任总统埃马纽埃尔·马克龙在拉罗什波获得了50.92%的支持率。

## 人口
2021年，拉罗什波市镇人口数量为279，在法国排名第22,634位。其中男性149人，女性130人，75岁及以上人口占7.6%，外籍人口数量为13人，人口密度为20人/平方公里，当地居民被称为（男性）或（女性）。2022年，拉罗什波境内出生3人，死亡人口3人。
| 拉罗什波1901年－2021年人口变化情况 |
|                                    |
| 数据来源：Cassini、INSEE           |

## 经济
2023年，拉罗什波市镇范围内共有各类用人单位（包含自雇）66家，比上一年同期新增六家。

## 财政与居民收入
2022年，拉罗什波的财政收入总额为150,820欧元，财政支出总额为146,120欧元，当年的债务总额为80,650欧元。2022年，拉罗什波市镇通过增值税获得1,040欧元的收入，此外当地还共获得了4,200欧元的国家直接财政补助。
| 拉罗什波居民收入情况                             | 拉罗什波居民收入情况 | 拉罗什波居民收入情况  | 拉罗什波居民收入情况 |
| 内容                                             | 拉罗什波             | 法国                  | 统计年份             |
| ------------------------------------------------ | -------------------- | --------------------- | -------------------- |
| 征税家庭总数                                     | 122                  | 1,081（法国市镇平均） | 2022年               |
| 居民平均月收入                                   | 2,460欧元            | 2,435欧元             | 2022年               |
| 高级职员人均月收入                               | 不详                 | 4,331欧元             | 2021年               |
| 中级职员人均月收入                               | 不详                 | 2,470欧元             | 2021年               |
| 普通职员人均月收入                               | 不详                 | 1,801欧元             | 2021年               |
| 贫困率                                           | 不详                 | 14.5%                 | 2020年               |
| 青壮年（15至64岁）失业率                         | 5.9%                 | 7.4%                  | 2020年               |
| 征税家庭数量占比                                 | 56.7%                | 45.5%                 | 2020年               |
| 家庭年均纳税                                     | 2,516欧元            | 4,393欧元             | 2022年               |
| 资料来源：INSEE、L'Internaute、Le Journal du Net |                      |                       |                      |

## 社会事务

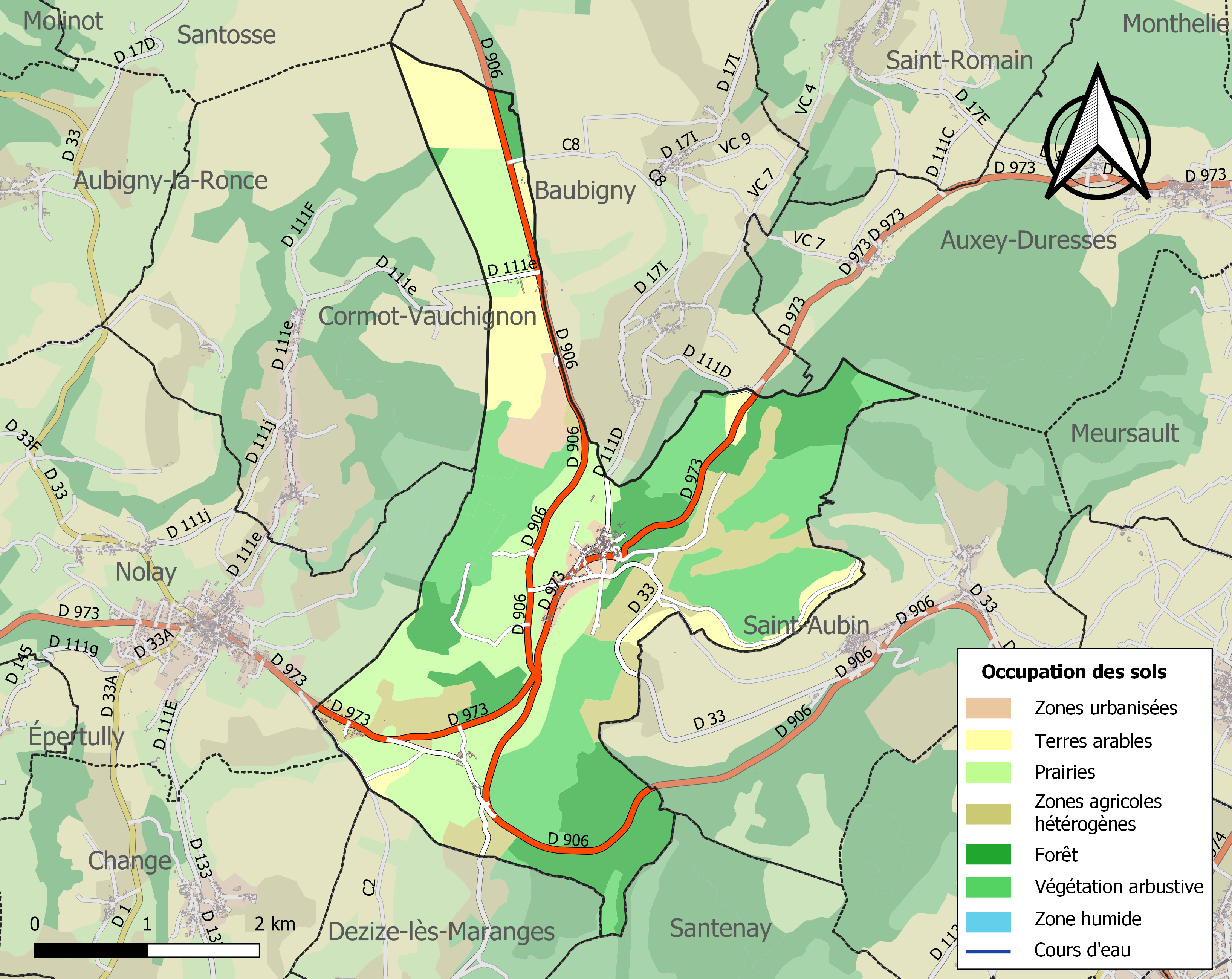
拉罗什波土地利用情况地图

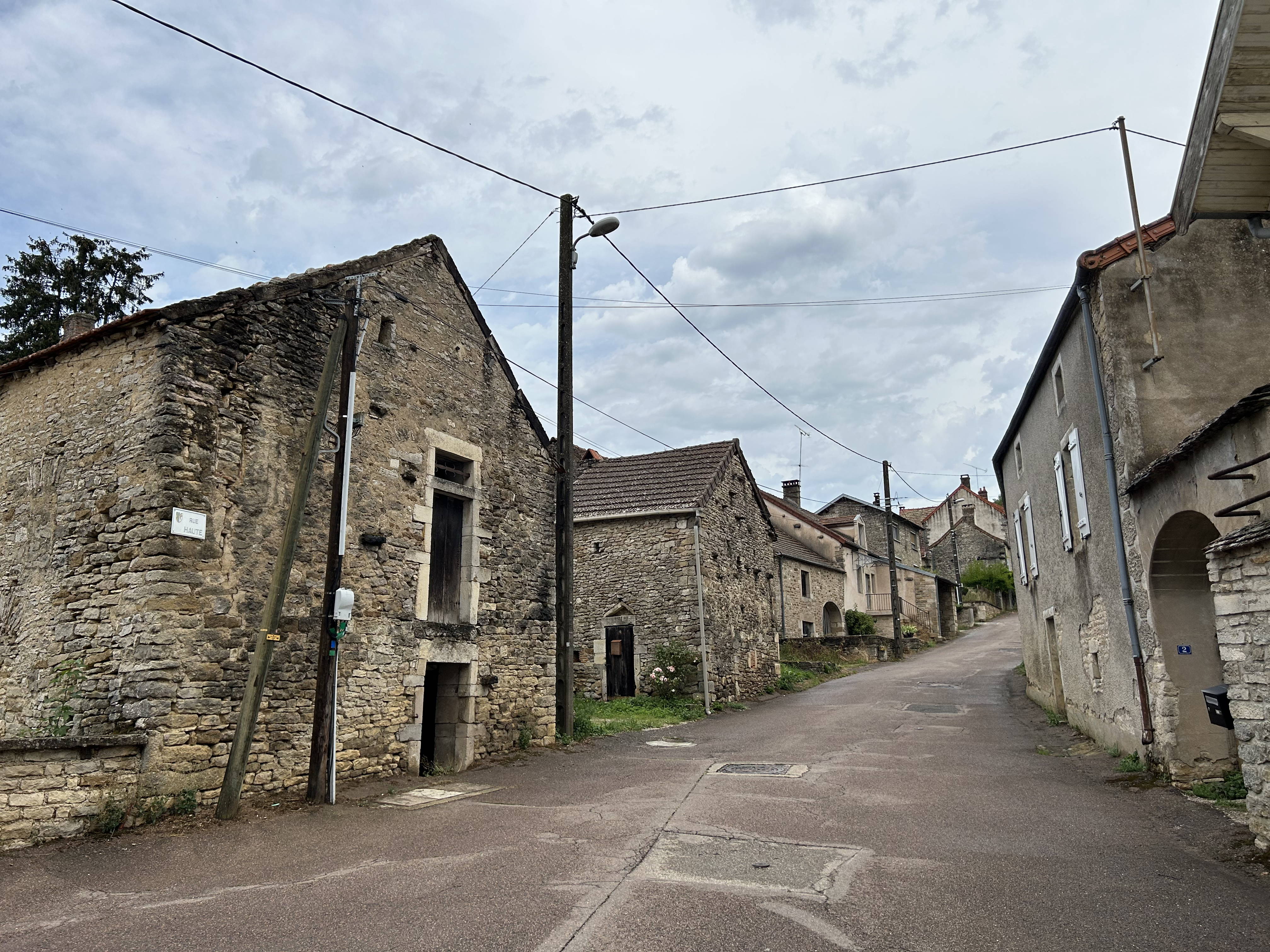
上街

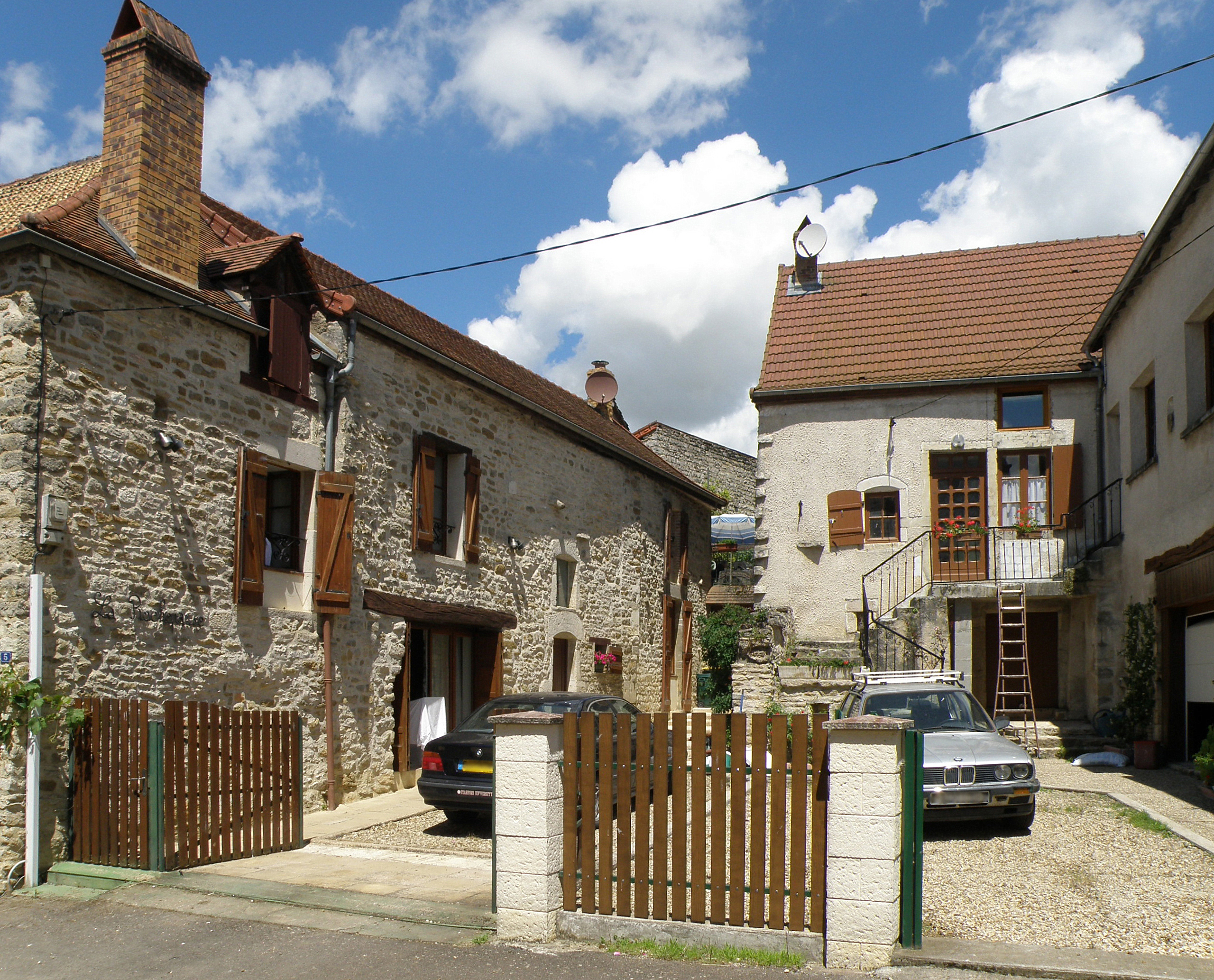
一处传统民居

### 教育
拉罗什波属于第戎学区。截至2023年1月1日，拉罗什波境内有1所小学。

### 医疗
截至2023年1月1日，拉罗什波境内暂无任何医疗机构及相关从业人员。
距离拉罗什波最近的区域性医疗机构为博讷中心医院，其全名为“好人菲利普中心医院”（Centre Hospitalier de Philippe le Bon），其主病区“人民医院”（Hospices Civils）位于博讷市区西北部，距离拉罗什波市区的正常车程大约22分钟，该院设有床位284个，是博讷区内规模最大的公立综合性医院。

### 住房
2021年，拉罗什波境内共有各类住房177套，其中93.8%为独立式住宅，5.6%为集中式住宅。常住房屋占拉罗什波市镇范围内居民建筑总量的71.8%。
在住房保障政策方面，2023年，拉罗什波境内共有30户家庭获得了家庭津贴补助，受益人数占总人口数量的10.8%，其中0份为房租补助。

### 商业
2021年，拉罗什波境内共有各类实体商铺3家，其中餐厅1家。

### 体育
2023年，拉罗什波境内共有1处网球场以及1处足球或橄榄球场。
截至2024年11月，拉罗什波境内暂无任何注册足球俱乐部。

### 环境
拉罗什波的环境事务由其所属的博讷城市圈公共社区联合各级政府协调负责。2021年，拉罗什波境内共有1家污染企业。

### 治安
2023年，拉罗什波市镇范围内累计记录各类案件12起，其中盗窃类案件5起，人身侵犯类案件4起，毒品交易类案件2起。

## 文化

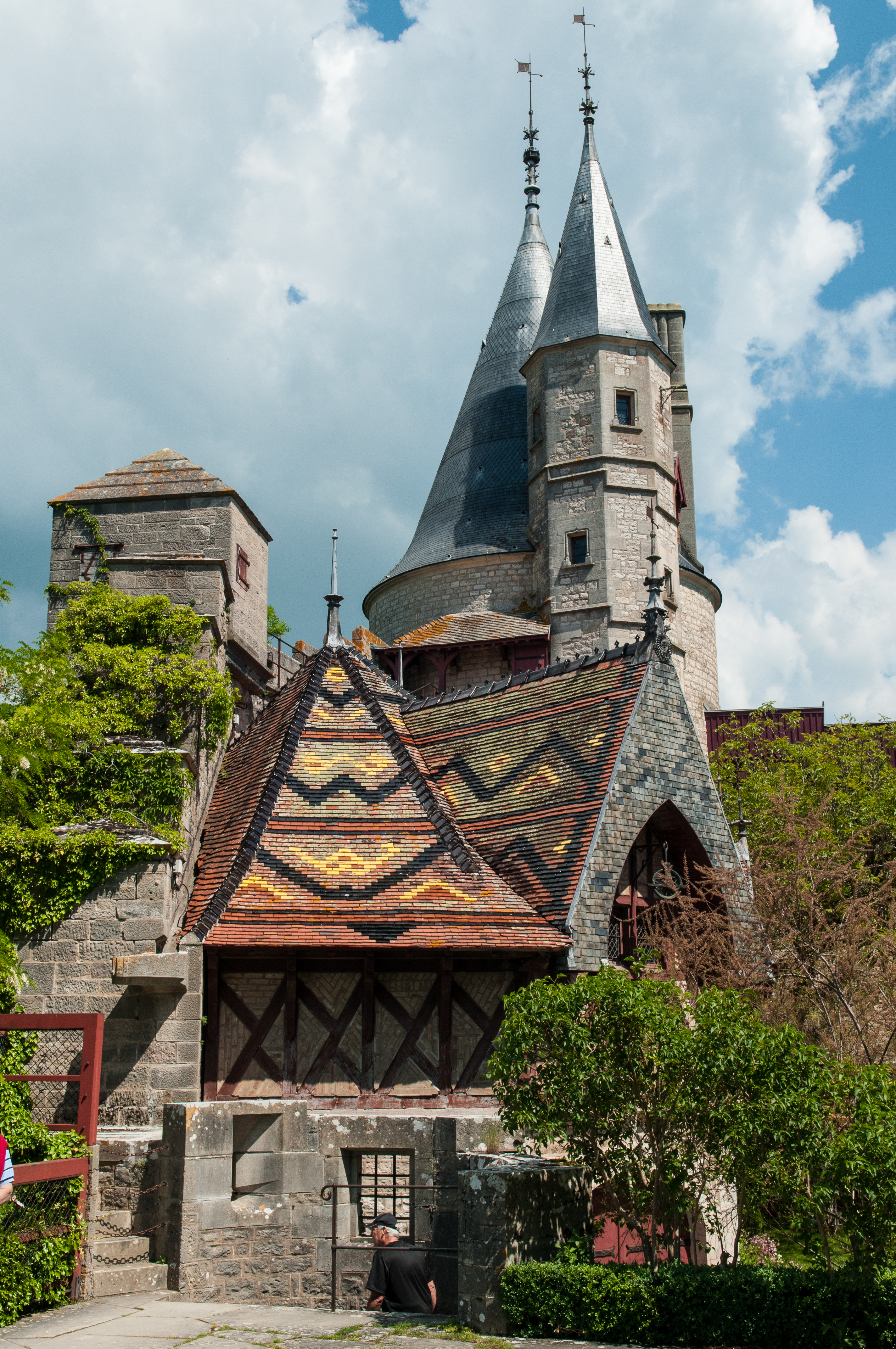
拉罗什波城堡

2021年，拉罗什波境内暂无任何文化设施。

### 建筑
拉罗什波境内有多处历史建筑，其中圣母诞辰教堂、拉罗什波城堡等为法国国家文物保护单位。

### 旅游
拉罗什波的旅游事务由其所属的博讷城市圈公共社区联合各级政府协调负责。2024年，拉罗什波境内暂无任何游客接待设施。

### 媒体
法国主要的媒体均可在拉罗什波接收，法国电视三台下属的勃艮第-弗朗什-孔泰大区频道在部分时段播出拉罗什波所在科多尔省的地方新闻。《公共财产报》、蓝色法兰西勃艮第广播等是当地主要的地方性媒体。

## 相关人物
勃艮第骑士菲利普·波出生于拉罗什波。

## 友好城市
截至2024年11月，拉罗什波暂未建立任何友好城市关系。